# Фалер
Фалер, Фалерон (др.-греч. Φάληρον, Φάληρα, лат. Phalerum), Фалеры (Φάληροι) — дем в Аттике. Относился к филе Эантида. Располагался на берегу Фалерской бухты в заливе Сароникос Эгейского моря, лежавшей на восток от холма Мунихия. Фалерская бухта до постройки Пирея была единственной якорной стоянкой для Афин.

Карта окрестностей античных Афин

Фалер являлся портом Афин до архаического периода. Около 483—481 гг. до н. э. Фемистокл укрепил Пирей для защиты созданного флота триер. С тех пор Пирей стал торговой и военной гаванью, опорным пунктом Афинского полиса, столицы Морского союза. Для противодействия осадам Пирей и Фалер в 461—456 гг. до н. э. при Перикле были соединены с Афинами «Длинными стенами» (26 километров). К Фалерской бухте вела от холма Муз, естественного укрепления высотой 147 метров в юго-восточном углу Афин южная длинная стена (νότιον ή Φαληριχόν τείχος) длиной в 35 стадиев, приблизительно в 6 километров, заброшенная со времени постройки так называемый средней стены, соединявшей Афины с Пиреем. Внутри укреплённого района могло укрыться всё население Аттики.
В Фалерской бухте начинались поход Менесфея на Троянскую войну и путешествие Тесея на Крит в наказание за убийство Андрогея, сына Миноса. Фалер назван в честь аргонавта Фалера. Фалер утратил своё значение в V веке до н. э., но продолжал существовать во времена Павсания (II век), который описывает в Фалере храм Афины Скирады, основанный прорицателем из Додоны Скиром, и храм Зевса, жертвенники «неведомым» богам, героям и сыновьям Тесея и Фалера, а также жертвенник Андрогею. Полусожжёнными войском Ксеркса I оставались храмы Деметры в Фалере и Геры на дороге из Афин к Фалерской гавани. Плутарх описывает святилища Навсифоя и Феака, воздвигнутые Тесеем в Фалере рядом с храмом Афины Скирады.
Аристид был похоронен в Фалере, где и во времена Плутарха (I век н. э.) всё ещё можно было увидеть его могилу. В Фалере находилось судилище «у Палладия», где коллегия эфетов проводила суд в случае непреднамеренного убийства или же подстрекательства. По преданию первого к этому суду привлекли Демофонта, который похитил Палладий у Диомеда, высадившегося в Фалерской гавани по возвращении с Троянской войны, и задавил своим конём афинянина.
Название сохранилось за двумя пригородами Афин: старый Фалер — Палеон-Фалирон и новый Фалер — Неон-Фалирон. Палеон-Фалирон является самостоятельной общиной (димом), в то время как Неон-Фалирон является районом Пирея.
В Палеон-Фалироне расположен сухой док, где хранится «Олимпия» — современная реконструкция древнегреческой триремы, а в бухте Фалирон на вечной стоянке как корабль-музей установлен броненосный крейсер «Георгиос Авероф». Напротив крейсера пришвартован другой корабль-музей — «Велос», ставший символом преданности флота идеалам Конституции и демократии.